# Charles Barry
Charles Barry   (Westminster, 23 de maig de 1795 - Londres, 12 de maig de 1860) fou un arquitecte anglès, conegut per la seva participació en la reconstrucció del Palau de Westminster a la primera meitat del segle xix. Va dissenyar també altres edificis i jardins. És conegut per la seva important contribució a la utilització de l'arquitectura italianitzant a la Gran Bretanya, especialment l'ús del palazzo com a base per al disseny de cases de camp, mansions i edificis públics a la ciutat. També va desenvolupar l'estil del jardí renaixentista italià als diversos jardins que va dissenyar al voltant de les cases de camp.